# Ferrocarril General Bartolomé Mitre
El Ferrocarril General Mitre o Ferrocarril General Bartolomé Mitre (FCGBM), llamado así en honor al presidente argentino Bartolomé Mitre, es uno de los más extensos que componen la red ferroviaria argentina de trocha ancha (1676 mm). El kilómetro cero de su línea principal está ubicado en la Estación Retiro Mitre, en la ciudad de Buenos Aires, y desde allí sus líneas principales se desarrollan hacia el norte del país atravesando las provincias de Buenos Aires, Santa Fe, Córdoba, Santiago del Estero y Tucumán. Posee además un ramal que nace en la ciudad santafesina de Villa Gobernador Gálvez y llega hasta Puerto Belgrano, al sur de la Provincia de Buenos Aires, que pertenecía al Ferrocarril Rosario a Puerto Belgrano y actualmente se encuentra sin tránsito.
Fue formado al nacionalizarse los ferrocarriles entre 1946 y 1948, ocupando fundamentalmente vías que fueran parte del Ferrocarril Central Argentino, de capitales británicos. Desde ese momento, fue operado en su totalidad por la pública Empresa de Ferrocarriles del Estado Argentino, luego Ferrocarriles Argentinos. Corrían trenes de carga desde y hacia el interior del país, servicios de pasajeros de larga distancia (incluidos algunos servicios de lujo), servicios interurbanos entre ciudades del interior y servicios urbanos en el área del Gran Buenos Aires, en sus ramales electrificados Retiro-Tigre, Retiro-Bartolomé Mitre y Retiro-José León Suárez, con trasbordos en servicios diésel a Capilla del Señor en la estación Victoria del ramal Retiro-Tigre y a Zárate en la estación Villa Ballester del ramal Retiro-José León Suárez.
Tradicionalmente los servicios urbanos del Ferrocarril Mitre, que atraviesan barrios residenciales al norte de la Ciudad de Buenos Aires, fueron los que contaron con el mejor material rodante, además de haber sido los primeros en electrificarse. Tendidas sus vías en la segunda mitad del siglo XIX, se mantuvieron sin mayores cambios. En 1961 fue clausurado un sector del ramal Retiro-Delta, que fue rehabilitado en 1995 (previo cambio de trocha) y hoy es el Tren de la Costa.
Con la cancelación y concesión de servicios ferroviarios dispuesta por el gobierno de Carlos Saúl Menem a principios de los años 1990 se vieron interrumpidos la mayoría de los servicios de larga distancia y disminuyó notablemente la frecuencia de los que continuaron operativos, los cuales se repartieron entre varias concesionarias. Los ramales urbanos y suburbanos pasaron a FEMESA para ser finalmente concesionados a TBA. El transporte de cargas se concesionó a la empresa NCA.
En 2006 se presentó un proyecto de construcción de una línea de alta velocidad entre Buenos Aires y Rosario que utilizaría parte de la traza del Ferrocarril Mitre a partir de la localidad bonaerense de Pilar, así como el establecimiento de servicios regulares diésel de alto rendimiento entre Rosario y Córdoba.

## Origen
El Ferrocarril General Mitre tiene su origen en la empresa del "Ferrocarril Central Argentino".
Hacia 1945, los ingleses y franceses buscan formalizar conversaciones con el gobierno argentino para vender sus ferrocarriles. Así fue como el 1 de oviembre de 1947 se hizo efectiva la incorporación de las empresas francesas a los Ferrocarriles del Estado. Poco después, el 1 de marzo de 1948, el gobierno argentino tomó formal posesión de los ferrocarriles británicos, incluido el Ferrocarril Central Argentino.
El decreto del Poder Ejecutivo nacional n.º 32574 de 21 de octubre de 1948 dispuso que a partir del 1 de enero de 1949 las líneas ferroviarias nacionalizadas llevaran los nombres de próceres o personajes ilustres del país que tuvieran algo que ver con la región servida por cada ferrocarril, por lo que el Ferrocarril Central Argentino fue renombrado «Ferrocarril Nacional General Bartolomé Mitre». En los fundamentos del decreto se expresa «que es deber del Gobierno de la Nación mantener vivo en el pueblo el culto a la memoria de los forjadores de la nacionalidad, como tributo de gratitud a sus patrióticos afanes y para fortalecer los sentimientos de solidaridad con nuestro pasado». Poco después se dispuso que al nuevo Ferrocarril Nacional General Bartolomé Mitre se incorporaran a partir del 1 de enero de 1949 el tramo comprendido entre Rosario y Capitán Castro del ex Ferrocarril Rosario a Puerto Belgrano y el ramal La Carlota a Villa María, que el decreto n.º 32574/1948 había incorporado al Ferrocarril Nacional General San Martín. También se dispuso traspasar al Ferrocarril Nacional General San Martín los tramos Junín a Pergamino y Rufino a Venado Tuerto.
Entre 1946 y 1948 todas las líneas férreas fueron estatizadas bajo la órbita de la Empresa de Ferrocarriles del Estado Argentino (EFEA, luego Ferrocarriles Argentinos) y recibieron nombres de otras personalidades destacadas de la historia argentina: San Martín, Belgrano, Sarmiento, Urquiza, Mitre y Roca.
En la nacionalización de los ferrocarriles se incluían unas 25.000 propiedades inglesas que aparecían como bienes indirectos y en los cuales se encontraban puertos como el de Bahía Blanca, así como también empresas eléctricas, empresas de tranvías, de transportes automotores, u hoteles.
En 1956, el Decreto Ley 15.778 creó la Empresa Ferrocarriles del Estado Argentino (E.F.E.A.), con lo cual estos adquirieron su autonomía, ya que hasta ese momento dependían de la Empresa Nacional de Transportes (E.N.T.). La nueva empresa mantuvo su nombre hasta septiembre de 1965, cuando fue simplificado a "Ferrocarriles Argentinos". Una resolución del 12 de enero de 1956 dispuso suprimir el adjetivo "Nacional" en las denominaciones de todos los ferrocarriles del país.

## Reorganización en Rosario

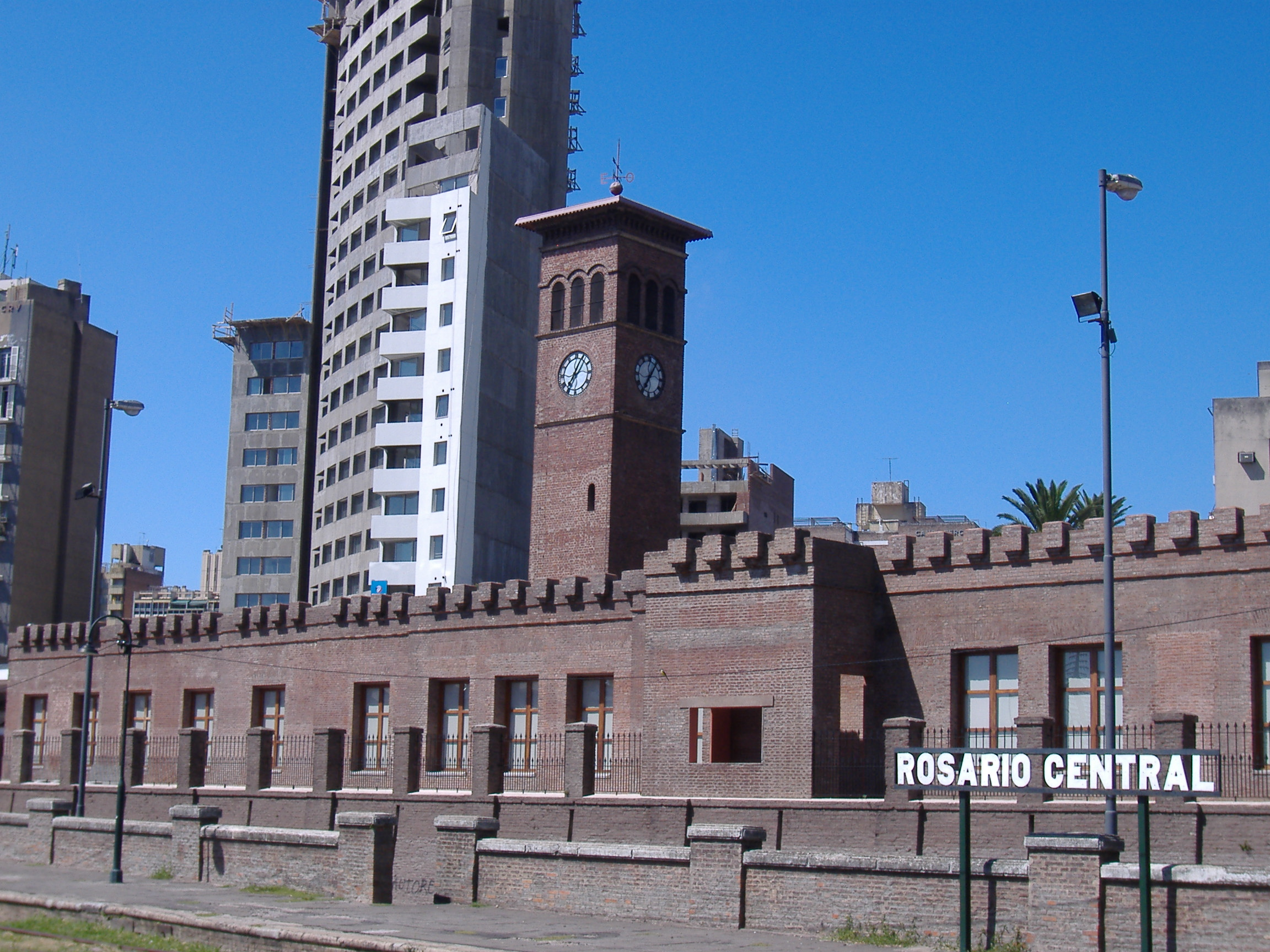
Estación Rosario Central, del ex FCCA. Actualmente funciona el Distrito "Centro" de la Municipalidad.

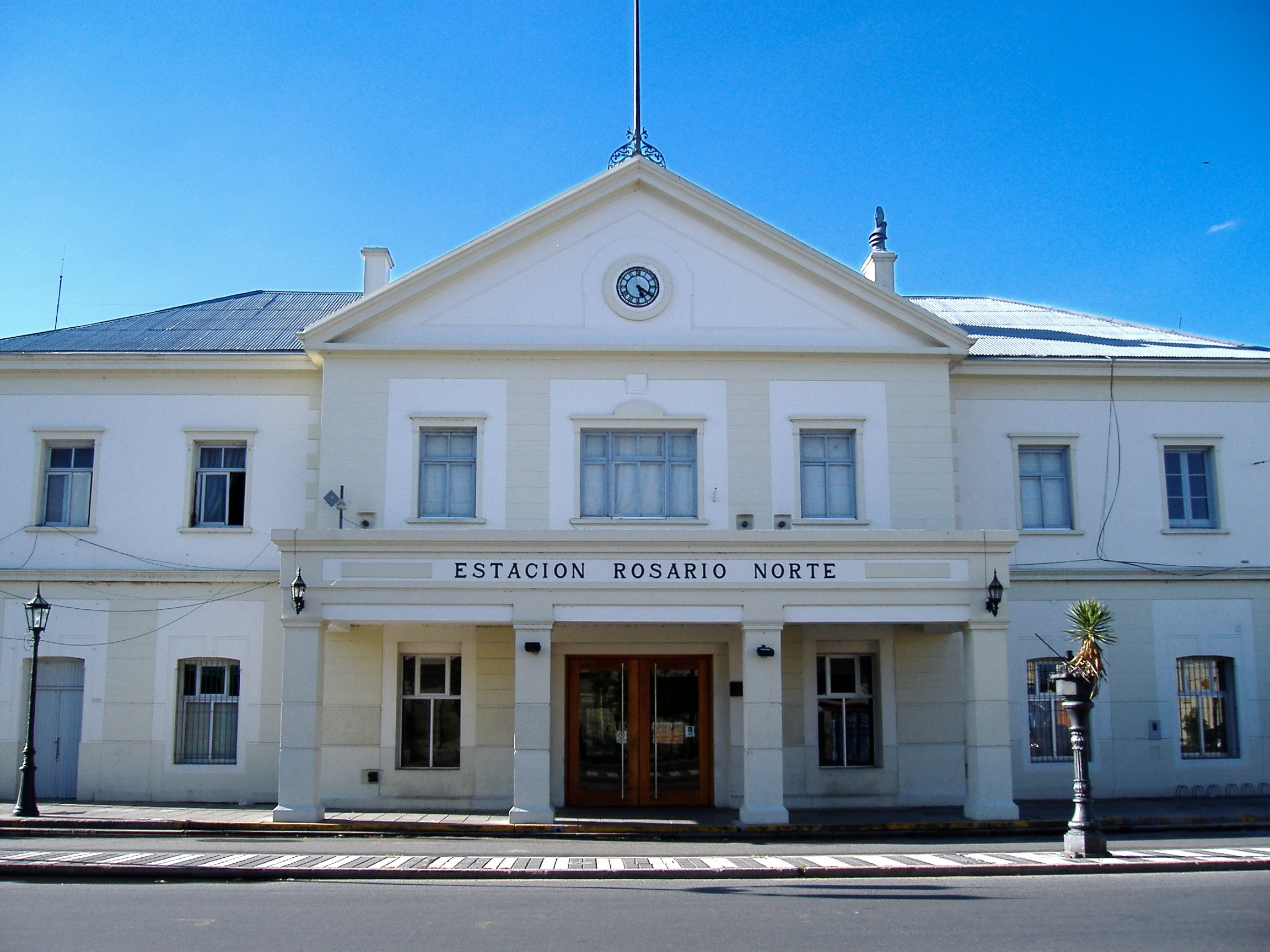
Estación Rosario Norte, del ex FCCA, originalmente construida por el FC Buenos Aires a Rosario. Actualmente sigue cumpliendo su función de Terminal Ferroviaria.

Apenas concretada la reorganización de la red nacional, el Ferrocarril Nacional Mitre clausuró la estación Rosario del ex Ferrocarril Rosario a Puerto Belgrano (el tráfico de pasajeros de esta línea se reprogramó con cabecera en estación Rosario Central) destinándose el solar a la futura “Ciudad Universitaria”. Años después donde estaba la administración se instaló la Escuela de Música y la Facultad de Ingeniería comenzó a dictar sus clases en lo que era la vieja estación.
Poco tiempo después también se clausuró la estación "Rosario Este", se levantaron las vías de la playa y acceso al Puerto, estableciéndose el “Parque de los Derechos de la Ancianidad” (posteriormente denominado “Parque Urquiza”) y se levantó la vía de la antigua variante Mataderos del Ferrocarril Central Argentino (F.C.C.A) hacia Casilda (ex F.C.O.S) hasta el cruce a nivel con la vía principal a Buenos Aires (Cabin N.º 11). También se rebautizó la estación Fisherton con el nombre de Antártida Argentina.
La unificación ofreció facilidades para entroncar las líneas ya que se podían coordinar los servicios para ir de Tucumán a Mar del Plata y a Mendoza, con varios servicios a la semana. 
Para 1968, las líneas a Cañada de Gómez, o Casilda, que nacieron junto al ferrocarril, mostraban una demanda abrumadora para aquel entonces. Casilda tenía 16 servicios diarios con una duración total de 1 hora 20 minutos, con paradas en el Cruce Alberdi a los 10 minutos, Ludueña a los 14 y Pérez a los 21 minutos. A Cañada de Gómez se podía arribar en una hora, con paradas en el Cruce Alberdi, Ludueña y Fisherton, donde el tren llegaba en 27 minutos.
El corredor Rosario Central - Buenos Aires, de escasa importancia para el movimiento local, tenía un servicio por día con paradas en Coronel Aguirre, Alvear, General Lagos (a los 46 minutos), Arroyo Seco, Fighiera y Pavón. El expreso "La Brujita" emblemático en Rosario, llegó a cubrir el trayecto en menos de 4 horas.
Para ir a Sarratea (en la zona norte) era normal ir en el tren, llegar a Fisherton no demandaba más de 13 o 15 minutos, y se llegaba hasta Corrientes y Jujuy, a siete cuadras del microcentro. En la misma época, la línea B de ómnibus no tardaba menos de 30 minutos. Mientras tanto para ir en tren de Villa Diego a barrio Vila el viaje consumía 25 minutos, en cambio el servicio de ómnibus de la línea 35/9, demandaba más de una hora en cubrir el mismo trayecto.
Los talleres de Pérez, que llegaron a emplear a 5 mil operarios, sustentaron la creación del Tren Obrero destinado al tráfico de los empleados del ferrocarril hasta los mencionados talleres, su servicio era gratuito, y lo utilizaban de modo informal ciudadanos de ambas ciudades al menos cuatro veces por día. Dicho servicio permitía comunicar Pérez con Rosario Norte en pocos minutos y obviamente resultaba mucho más económico.
Poco después, durante las protestas de 1969, efectuadas contra el gobierno del general Onganía, en el F.C.G. Mitre se incendiaron varias cabinas de señales y se destruyó la parada Barrio Arroyito, además de otras dependencias, las cuales nunca fueron rehabilitadas.
En 1971 se construyó el Viaducto Avellaneda, obra vial que atravesó en alto nivel al Patio Parada del F.C.G. Mitre y que conllevó el levantamiento de la antigua salida hacia Tucumán entre los Cabines N.º 17 y 20. En su reemplazo se construyó una vía de enlace entre estación Ludueña y avenida Sorrento, en forma paralela a la vía principal del F.C.G. Belgrano hasta calle Juan José Paso, continuando en terraplén y puentes sobre avenida Génova, calle Juan B. Justo y avenida Sorrento para retomar luego la traza original.
En 1977 se suprimió casi totalidad el servicio de trenes de pasajeros locales y de media distancia. El FCGBM clausuró la estación "Rosario Central" y los pocos trenes restantes tomaron como cabecera en estación Rosario Norte. También cesaron en su atención al público las estaciones Ludueña, Antártida Argentina (ex Fisherton), Barrio Vila, Sarratea y parada Cruce Alberdi.
En 1978 se suprimieron los últimos trenes de pasajeros locales y de media distancia; además se clausuró su vía principal de acceso a Rosario desde el Sur (entre Cabines N.º 12 y N.º 5 -Rosario Norte-) debiendo rediagramar los servicios a Buenos Aires describiendo un amplio rodeo que alargó considerablemente los tiempos de viaje.
A partir de 1980 se realizaron trabajos para mejorar el acceso al Puerto Sur por ambas trochas: la vía de ingreso del ex F.C.R.P.B. se rectificó a partir del puente sobre el brazo Sur del Arroyo Saladillo, a la vez que se tendió una vía de trocha métrica que se conectaría ulteriormente con la línea a Pergamino de la ex C.G.B.A. en la exestación La Carolina, aunque de este tramo quedó pendiente su finalización.
En diciembre de 1981 se habilitó el apeadero Juan Carlos Groenewold (más conocido como apeadero Sur) en avenida San Martín y Muñoz, destinado al descenso de pasajeros procedentes de Buenos Aires por la trocha ancha, a fin de evitar las demoras introducidas por la reprogramación de los servicios tras la clausura del acceso directo a estación Rosario Norte por la vía paralela a calle Vera Mujica.
En 1986 se inició la construcción de un nuevo patio de maniobras destinado a reemplazar las antiguas instalaciones situadas al norte de la estación Rosario Norte.
En 1987-8 se levantaron las vías del antiguo acceso al Puerto del F.C.C.A. mediante la trinchera y túnel situados a la vera de la estación Rosario Central; la Municipalidad de Rosario construyó a través de dicho sector el tramo inicial de la futura “Avenida Ribereña Central”.
Entre 1988 y 1990 se construyeron sendos desvíos ferroviarios en ambas trochas dedicados a la descarga de oleaginosas en la nueva planta de la firma Aceites Santa Clara; el primero de trocha ancha con acceso directo a las instalaciones de dicha empresa, en tanto que el de trocha métrica se tendió en el cuadro de la estación El Gaucho, complementado por un silo de transferencia tren-camión.
En los meses de noviembre-diciembre de 1989 se produjo una reactivación parcial de la estación Rosario Central, al introducirse un servicio experimental de pasajeros mediante ferrobús, que con cabecera en esta estación, pasaba por Rosario Norte, parada Cruce Alberdi, Ludueña, Barrio Vila, apeadero J.C. Groenewold, Coronel Aguirre y Villa Diego, atravesando luego las vías del puerto hasta llegar a la altura de calle Rioja, en proximidades del Monumento Nacional a la Bandera. Este trazado de carácter circunvalatorio era recorrido cuatro veces al día (ida y vuelta) y prontamente se demostró la potencialidad de su aplicación al ser empleado por numerosos usuarios que podían de esta manera reducir apreciablemente sus tiempos de viaje. Sin embargo, esta operatoria implementada con claros fines políticos (elecciones municipales mediante) cesó a fines de diciembre de 1989, no llegando a habilitarse un servicio regular.
En agosto de 2022, se rehabilitó después de 45 años el servicio Rosario Norte - Cañada de Gómez, con 3 servicios diarios.

## La sección local de Buenos Aires

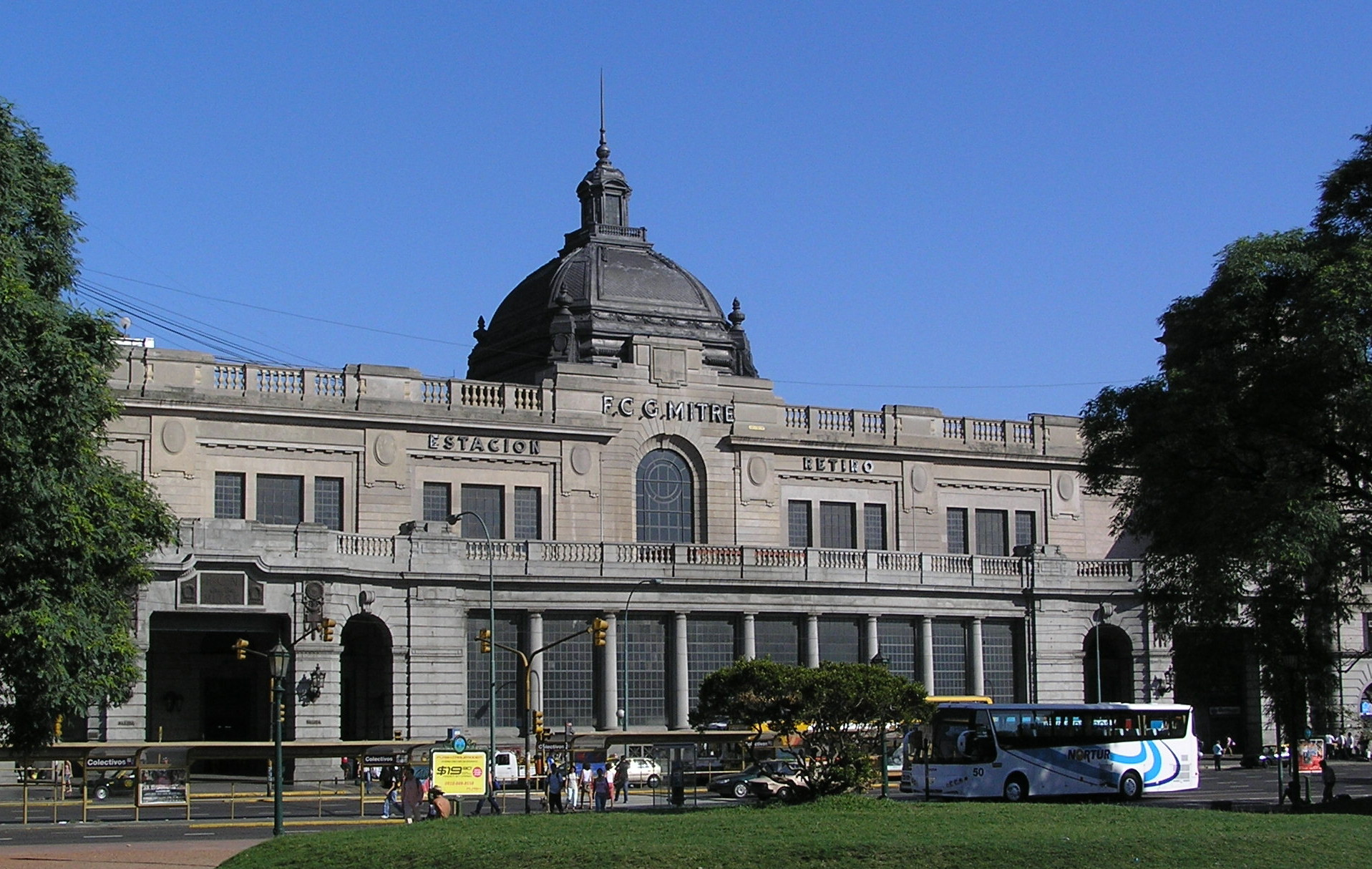
Estación Retiro (ex FCCA), cabecera de los servicios metropolitanos e inteurbanos del Ferrocarril Mitre.

Al producirse la nacionalización, la estación Retiro Mitre del Ferrocarril Nacional General Mitre y la estación del Subte C ubicada debajo de ella pasaron a denominarse Presidente Perón; esta nomenclatura se mantuvo hasta 1955 cuando volvió a llamarse con su nombre tradicional: estación Retiro. La nacionalización de los ferrocarriles se incluían unas 25.000 propiedades inglesas que aparecían como bienes indirectos y en los cuales se encontraban puertos como el de Bahía Blanca, empresas eléctricas, empresas de tranvías, de transportes automotores, hoteles, etc.
Con la estatización, los coches eléctricos Metropolitan Vickers mantuvieron el color marrón y los techos color ocre; sin embargo, la inscripción "FCCA" fue cambiada por la de "General Mitre" y junto con la numeración y clase mantuvieron el amarillo.
Finalmente, el 8 de noviembre de 1961, el gobierno del Dr. Arturo Frondizi decidió suspender el servicio de 15,5 km comprendido entre la estación Bartolomé Mitre (Olivos) y la estación Delta (Tigre). A partir de ese momento el "Tren del Bajo", como se lo llamaba popularmente, fue abandonado. El Presidente que comenzó con el achicamiento de la red ferroviaria fue Arturo Frondizi, cuando en 1961 decidió suprimir 4.000 km de vías, ramales e instalaciones. El segundo gran desguace fue durante el gobierno del General Juan Carlos Onganía, cuya política ferroviaria dejó 11.089 cesanteados, 44.978 obreros rebajados de categoría, 237 estaciones y 2.981 km de ramales clausurados. Hasta 1959 la red ferroviaria nacional se mantuvo en los 44.000 kilómetros, pero a partir de ese año en el marco del Plan Larkin comenzó una política de desmantelamiento: cierre de ramales, levantamiento de vías, clausura de estaciones, cierre de talleres, supresión de los servicios y disminución del personal, las medidas aplicadas habían sido recomendadas en el plan de largo plazo de 1958, precedida de un estudio preliminar, lo que llevó a una reducción del 32,4%.Los cuadros gremiales se opusieron fervientemente al enterarse del plan que incluía el despido de empleados y la supresión de ramales. La crisis política del momento hizo que Alsogaray y Constantini tuvieran que renunciar a sus cargos en abril de 1961.
Durante el gobierno de Arturo Frondizi, E.F.E.A., adquirió nuevos coches eléctricos Toshiba provenientes de Japón para las restantes líneas urbanas del Mitre por lo que levantaron los andenes de las estaciones.[cita requerida] Mientras tanto, en este mismo período, el servicio de trenes locales a la zona de Zárate-Campana invariablemente se efectuaba con las Diésel GAIA, las cuales habían sido fabricadas en Campana. Sin embargo a este destino también se podía llegar a través del servicio de trenes generales que nunca bajaba de 10 coches tirados por una máquina que los dominaba, las más altas e imponentes diésel de aquel entonces: las Alco RSD 16, o Alco USA como le decían los ferroviarios. Aquellos generales de andar maravilloso, ofrecían al usuario la opción de viajar a estos destinos con trenes que incluían coches restaurante articulados que el Mitre usaba en los corredores más populosos.
Para mejorar la conectividad vial de la ciudad de Buenos Aires, hacia 1970 la Municipalidad construyó el túnel de Av. Libertador cerca de las Barrancas de Belgrano en el ramal Retiro-Tigre. Tiempo después, entre 1985 y 1989 Ferrocarriles Argentinos favoreció los convenios con municipios para pasos viales a desnivel. Fruto de esta política se ejecutó el puente de la calle Jorge Newbery sobre el ramal Retiro-Mitre/Suárez.
En el año 1988, algunas unidades Vickers recibieron un nuevo esquema de prueba que era lateral gris claro con una banda negra que ocupaba la superficie de las ventanillas laterales y con el logotipo de FA. Poco tiempo después otra unidad recibió un esquema similar pero en lugar de negro se utilizó naranja para las bandas. Estos coches luego fueron repintados en marrón y recuperaron su numeración original.
En septiembre de 1990 y luego de 30 años de desuso se llamó a licitación para recuperar el ramal Borges-Delta y se realizaron tareas de desmalezamiento y otras obras previas a la reconstrucción de la línea. Esta licitación pública nacional e internacional N.º 2145/90 para la expropiación de un sistema de transporte del tipo ferroviario y de las áreas comerciales comprendidas en su traza fue adjudicada por el plazo de 30 años a la empresa Tren de la Costa S.A., creada el 20 de septiembre de 1992, la cual pertenecía al grupo Sociedad Comercial del Plata (fundado el 7 de junio de 1927) que resultó ser la única oferente en la licitación. Esta empresa se convirtió en titular de la concesión por decreto n 204 del 11 de febrero de 1993, adjudicándosele el ramal ferroviario y la explotación inmobiliaria de los predios que la integraban. La concesión, considerando que se trataría de una servicio turístico diferencial, exigía solamente que se corriera un servicio de 5 trenes diarios sobre una única vía pero la nueva empresa decidió implementar la doble vía asemejándose más a un ferrocarril convencional.
Con financiación del Estado tuvo a su cargo la rehabilitación del trazado férreo y las estaciones. Se reacondicionaron las 8 estaciones existentes al momento y se construyeron 3 nuevas, introduciendo el concepto de híbridos entre estaciones ferroviarias y paseos de compras.
Fue construida una nueva terminal, Maipú, puesto que se resolvió sustituir la trocha ancha por estándar y cambiar el sistema de alimentación eléctrica, ahora por catenaria, todo lo cual hacía imposible que el ramal Retiro-Delta volviera a funcionar en forma integrada. La nueva terminal se emplazó enfrentada a la estación Bartolomé Mitre, unida a ella por un puente peatonal. Para abril de 1995 el servicio entre Maipú (Bartolomé Mitre) y Delta ya se encontraba rehabilitado.

## Expreso Buenos Aires - Tucumán

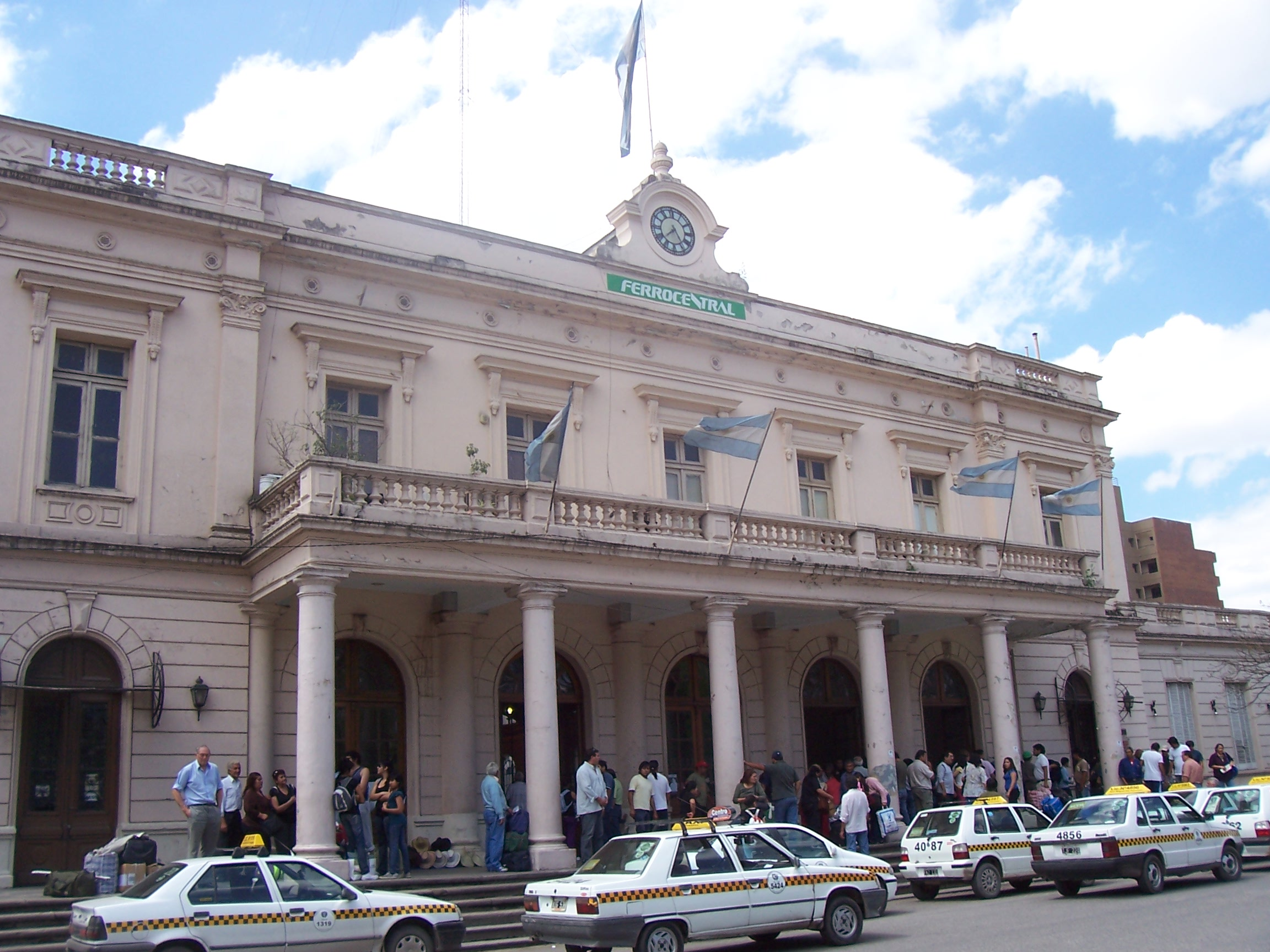
Estación Tucumán, del ex FCCA, ahora Ferrocarril Mitre.

El servicio más promocionado durante la existencia del Ferrocarril General Mitre, fue sin dudas el denominado "Expreso Buenos Aires-Tucumán". Este moderno servicio fue concebido en la década del ´60, como punto de partida hacia una nueva modernización de los servicios ferroviarios y símbolo de recuperación de la empresa nacional Ferrocarriles Argentinos.
Para que el Expreso Buenos Aires - Tucumán pudiera correr por la vía principal del Ferrocarril General Bartolomé Mitre, fue necesario realizar arduos trabajos de readecuación de la infraestructura existente por algo más de dos años.
Las obras concluyeron el día 6 de septiembre de 1969, dando paso a la inauguración del servicio, que en solamente 14 horas 58 minutos, lograba unir los 1.156 km que separaban a la Capital Federal con el "Jardín de la República" (como se le decía a Tucumán). 
En aquel entonces, el Expreso Buenos Aires Tucumán figuraba entre los servicios más suntuosos del mundo. Era un tren para exigentes y se convirtió en una de las realizaciones más positivas que hizo Ferrocarriles Argentinos.
Entre las obras que fueron necesarias para su realización figuraba la renovación de vías a lo largo de 357 kilómetros en la provincia de Santiago del Estero, en la vía cuádruple de Retiro a Empalme Maldonado y la vía doble entre este y José León Suárez así como también diversos mejoramientos a lo largo del recorrido: El trabajo de impregnación de durmientes en Villa Constitución, la voladura de la roca en las canteras de Alta Gracia (Córdoba), el incansable trabajo en los talleres de coches de Rosario, la remodelación de coches Hitachi en los talleres ferroviarios de Junín, la adquisición de flamante material a Fiat Concord (MATERFER), la remodelación de estaciones con el mejoramiento de jardines y parques, pasos a niveles, puentes, puntas de cambios, señalamiento, la construcción de amplios andenes, la puesta en funcionamiento de una cinta transportadora de equipajes en Retiro, la colocación de carteles indicadores automáticos de la ubicación de los coches (en Retiro, Rosario, La Banda, Tucumán), la construcción en Retiro y en Tucumán de plantas lavadoras de coches y la habilitación de nuevas boleterías de venta pasajes de larga distancia y venta anticipada..[cita requerida]
Según cifras dadas por Ferrocarriles Argentinos, se habían utilizado 3.700 toneladas de rieles de producción nacional fabricados por Somisa, 50.000 toneladas de piedra Balasto, 700 toneladas de accesorios metálicos y 8.000 protectores para el tercer riel..[cita requerida]
Hacía varias décadas que la habilitación de un nuevo servicio ferroviario creaba semejante expectativa en Argentina. Se tenía la esperanza que este hecho marcaría profundos alcances trazando de una vez por todas la frontera deliminatoria entre el pasado y el futuro del riel argentino. Con él se esperaba el comienzo de un cambio trascendental que le daría al país transportes ferroviarios de auténtica calidad internacional, seguros, puntuales y veloces.[cita requerida]
Contornos realmente espectaculares revistió la partida desde la estación Retiro, que había sido especialmente engalanada para ese fin. Profusamente embanderada en su interior y exterior.
El servicio de trenes de pasajeros de la línea Mitre, que une Tucumán y Retiro, fue inaugurado el 5 de diciembre de 2005 y cubre una distancia de 1.157 kilómetros en 24 horas.
En la estación Tucumán el recbimiento fue similar, con multitud de banderas, alfombra roja y sones de la Banda Sinfónica. Por su parte, la empresa de microómnibus La Veloz del Norte, tenía a su cargo las combinaciones a Salta y Jujuy para los servicios del Ferrocarril Mitre.
El ministro de Interior y Transporte, Florencio Randazzo, inauguró en 2014 desde Retiro el primer tren 0 km con destino a Tucumán, con este servicio, la totalidad de las rutas de larga distancia se prestan con trenes nuevos que cuentan con todas las características de seguridad y confort frenos ABS, amortiguación neumática y aire acondicionado, cierre de puertas inteligente, baños completamente equipados e iluminación led en toda la formación.

## Reorganización y privatización

### El Tren de la Costa

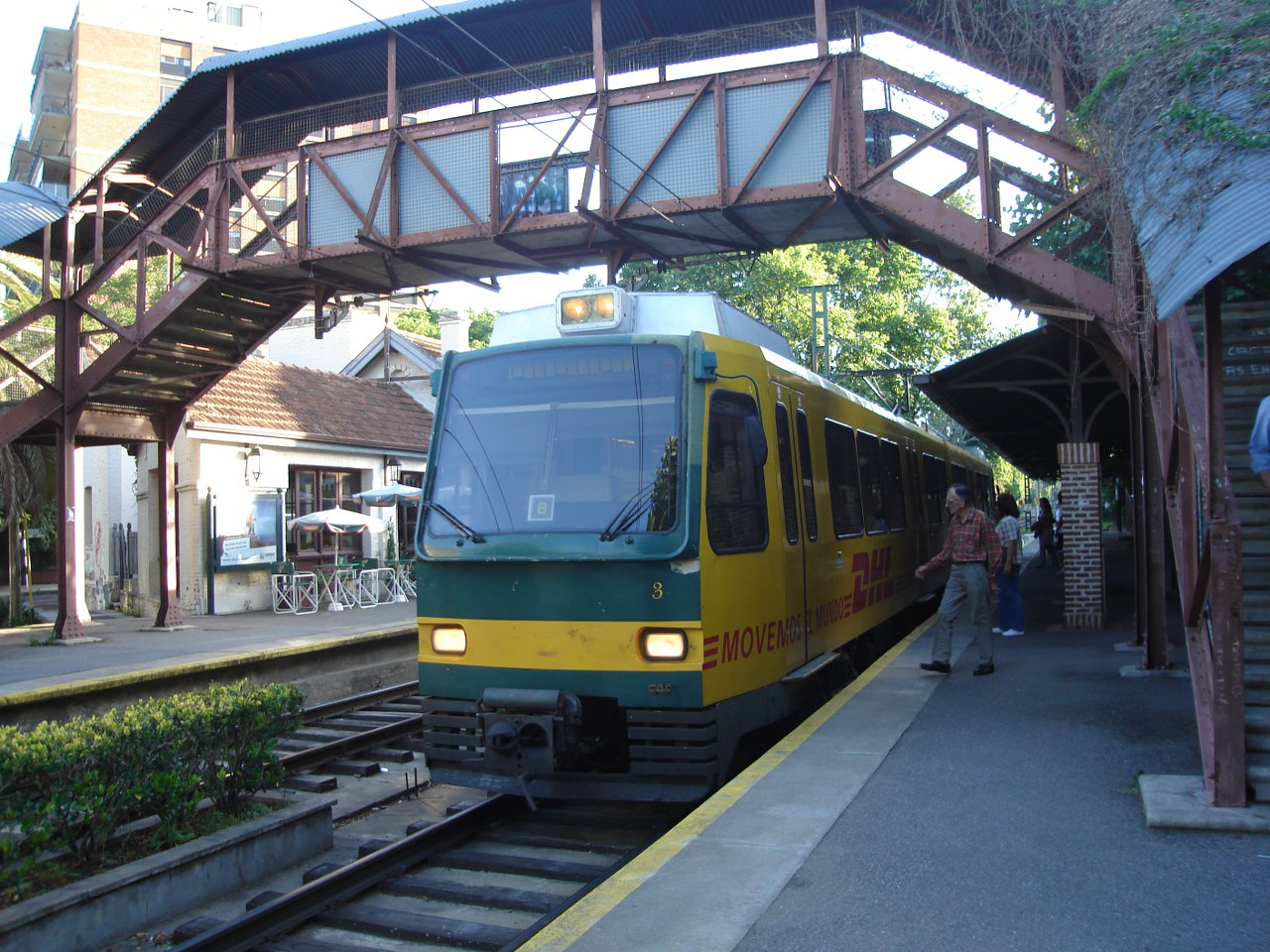
El moderno "Tren de la Costa", un símbolo de los años ´90.

Con respecto al ramal Borges-Delta (inactivo desde 1961), aprovechando que las vías atravesaban una zona de alto poder adquisitivo y un área de singular valor paisajístico con atractivas vistas del río, el Estado Nacional decidió en septiembre de 1990, llamar a licitación para recuperarlo. El proyecto tardó un año más de lo previsto en terminarse. El 7 de diciembre de 1994 se realizó el primer recorrido del tren, en el tramo Delta-Libertador, al que concurrieron el presidente de la Nación, Carlos Menem, junto con autoridades nacionales, provinciales y municipales. Para el 20 de abril de 1995 se realizó la inauguración formal del trazado entre Maipú (Bartolomé Mitre) y Delta junto con los centros comerciales que conformaban el sistema. Finalmente el 25 de abril se inició la prestación del servicio público.
Aquel tren había nacido como un sueño de primer mundo: cuando abrió, transportaba unas 100.000 personas por fin de semana, ya que había sido concebido como un emprendimiento ferroviario-turístico-comercial que, a la par del atractivo de recorrer una de las zonas más pintorescas de la Zona Norte del Gran Buenos Aires, iba a tener como “Ancla” al Parque de la Costa, un centro de diversiones que se estaba construyendo junto a la estación terminal Delta, a lo cual se le sumaban tres importantes núcleos comerciales en las estaciones Maipú, Libertador y San Isidro.
El 10 de abril de 1997 tuvo lugar la inauguración del Parque de la Costa, un centro de entretenimiento ubicado en la confluencia de los ríos Tigre y Luján.  El centro de entretenimientos se completó en 1999, con la habilitación del Casino Trilenium, el más grande de Sudamérica. El nuevo Casino contaba con 3 niveles, más de 1800 máquinas tragamonedas, 76 mesas de juego, 2 ruletas electrónicas y 9 pozos progresivos.
Sin embargo cuando se preparaba la inauguración del ferrocarril y de los centros comerciales, el "efecto tequila" golpeó los precios del negocio comercial e inmobiliario. La empresa, entonces, se vio obligada a aceptar alquileres más bajos por parte de sus inquilinos, que sufrieron una caída en las ventas. El tren ribereño no fue rentable para la ex operadora que controlaba el grupo Soldati, y más tarde, la novedad de la propuesta perdió atractivo para el público (en su mayoría estudiantes y turistas). Cuando se inauguró, transportaba unas 100.000 personas por fin de semana; en 2005, no llegaba siquiera a los 150.000 por mes. En ese entonces, hubo pedidos de ayuda externa al Gobierno Nacional y también a los intendentes de los municipios por donde pasa el tren (Vicente López, San Isidro, San Fernando y Tigre).
Poco tiempo después de iniciar sus operaciones se desató la crisis asiática y en 1998 el país entró en recesión, lo cual se reflejó en una merma de pasajeros constante. Igual situación sufrió el parque de diversiones que tardó varios años en asentarse. El glamoroso Tren de la Costa enfrentaba problemas económicos y una caída en la cantidad de pasajeros. La empresa intentó gestionar un "salvavidas" gubernamental, el cual nunca llegó ya que el contrato de concesión no preveía la entrega de subsidios dado que este era un tren diferencial de carácter turístico y no un transporte público como los demás ferrocarriles.[cita requerida] Desde entonces la empresa intentó desprenderse de la operación del servicio, incluyendo la posibilidad de cerrar el ramal. A fines del año 2000, la empresa Sociedad Comercial del Plata ingresó en concurso preventivo de acreedores y desde el año 2001 Tren de la Costa dejó de abonar el canon acordado en el contrato original. Desde entonces la empresa comenzó a gestionar infructuosamente el pago de algún subsidio municipal o nacional.
En 2013 el gobierno nacional estatizó el Tren y el Parque de la Costa por "la falta de mantenimiento", la "cesión de contrato sin autorización del Estado" y la "omisión del pago del canon por inmuebles desde 2001" por parte de la empresa.
 Tras la estabilización, el Tren de la Costa volvió a respetar la frecuencia de un servicio cada 30 minutos y sumó vigilancia en las formaciones, se repararon tres unidades que se sumaron a las dos que ya funcionaban.

### Servicios de carga

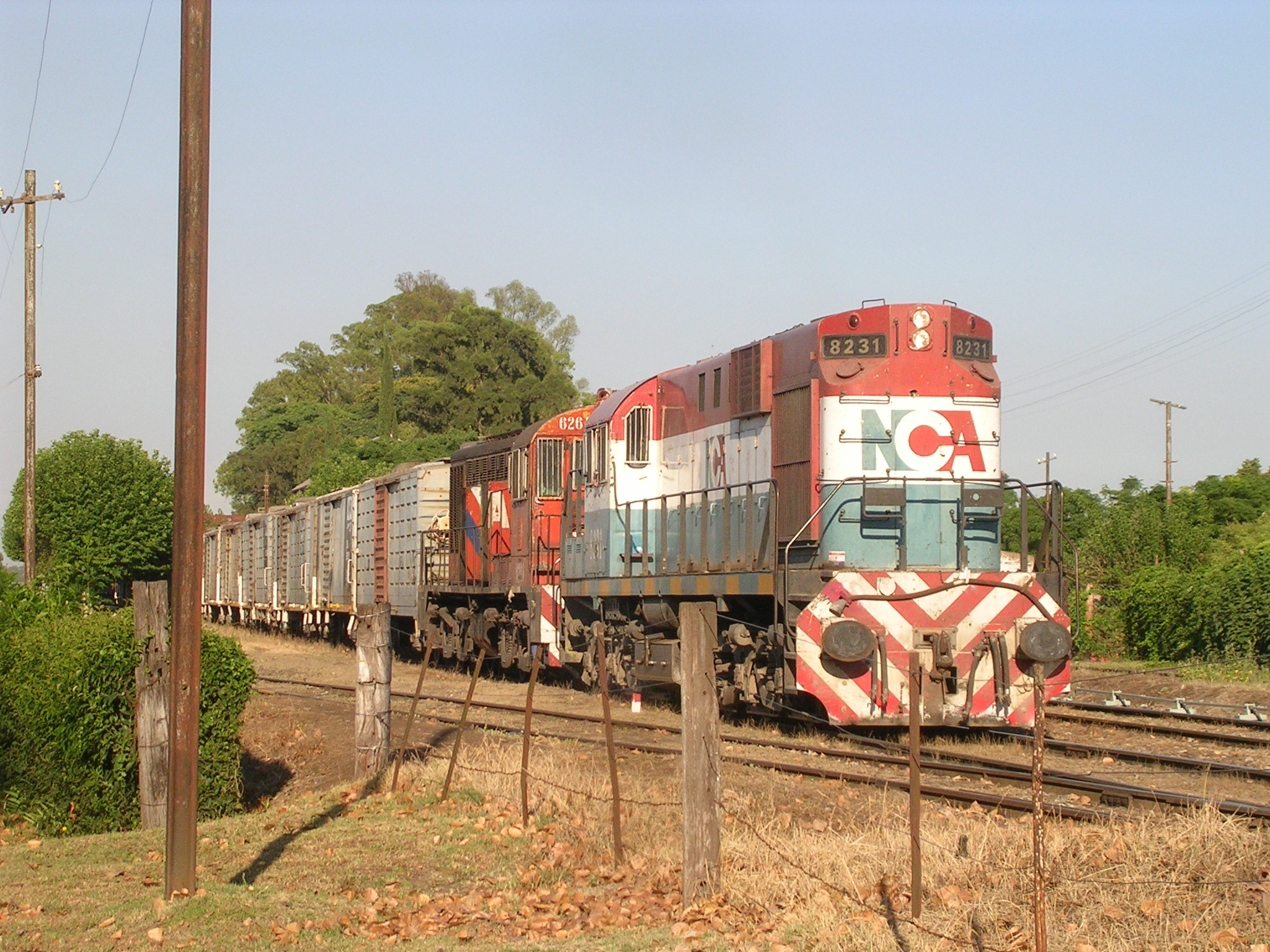
Tren de cargas, del Nuevo Central Argentino.

En virtud del Decreto No 520/91 se creó una nueva empresa como desmembración de Ferrocarriles Argentinos, denominada FE.ME.S.A. o Ferrocarriles Metropolitanos S.A., que comenzaría a dedicarse a la administración, operación y racionalización de servicios en el área metropolitana de Buenos Aires. Ferrocarriles Argentinos, por su parte, continuaba a cargo del transporte de cargas y pasajeros en los tramos de mediana y larga distancia, aunque el 10 de marzo de 1993, mediante un decreto del Presidente Menem, desaparecieron en forma masiva los trenes de pasajeros que unían nuestro territorio. La única forma de que se mantuvieran los servicios es que estos fueran reactivados por las administraciones provinciales.
Con respecto a los servicios de cargas, el Estado fijo en 1989 las bases para la concesión del servicio. Los beneficios para el concesionario se encontraban en la libertad tarifaría.
Ese mismo año (1989), la Aceitera General Deheza decidió estudiar la factibilidad de encarar, en asociación con otras empresas, la explotación del transporte ferroviario de cargas. Al tiempo se comenzó la selección del operador ferroviario en Estados Unidos. Como resultado de la misma se firmó un acuerdo con un grupo de compañías norteamericanas integrado por las firmas Montana Rail Link Inc., Anacostia & Pacific Inc. y RBC & Associates Inc. Un mes antes, en diciembre de 1990, el Estado Nacional concretaba el llamado a licitación pública nacional e internacional para la explotación comercial del transporte de cargas de la Línea General Mitre. 
El consorcio, bajo la denominación de "Nuevo Central Argentino", estaba conformado por Aceitera General Deheza, Banco Francés del Río de la Plata, Asociación de Cooperativas Argentinas y Román Marítima. La oferta se preparó en 1991 y se adjudicó la concesión en abril de 1992, inició sus operaciones el 23 de diciembre del mismo año, conectando las provincias de Buenos Aires, Córdoba, Santiago del Estero, Santa Fe y Tucumán. Los tráficos atendidos por el ahora ex Ferrocarril Mitre eran limitados con una marcada estacionalidad y la extensión de su red llegaba a los 4.512 k,[cita requerida] teniendo su principal sede en Rosario, donde NCA concentró sus actividades operativas y administrativas.[cita requerida]
Debió enfrentar también otras adversidades como el desprestigio y la desconfianza de los clientes hacia el sistema ferroviario fruto de la mala atención, lo que consecuente generaba un desinterés por realizar inversiones en el mismo. Simultáneamente NCA se encontró con personal desmotivado por los continuos retrocesos, sumando a la falta de planes de capacitación y de actualización técnica.
Como en 1992 Ferrocarriles Argentinos había llegado a transportar 1.529.000 toneladas y 515 millones de ton-km, los niveles comprometidos por NCA para 2003 eran de 7.325.000 ton y 3.077 millones de ton-km.A 2016 La red de NCA, de más de 4500 km de vía, es amplia en extensión y en posibilidades de transporte.  A la gran variedad de productos originados en las provincias de Buenos Aires, Santa Fe, Córdoba, Santiago del Estero y Tucumán.

### Servicios de pasajeros metropolitanos

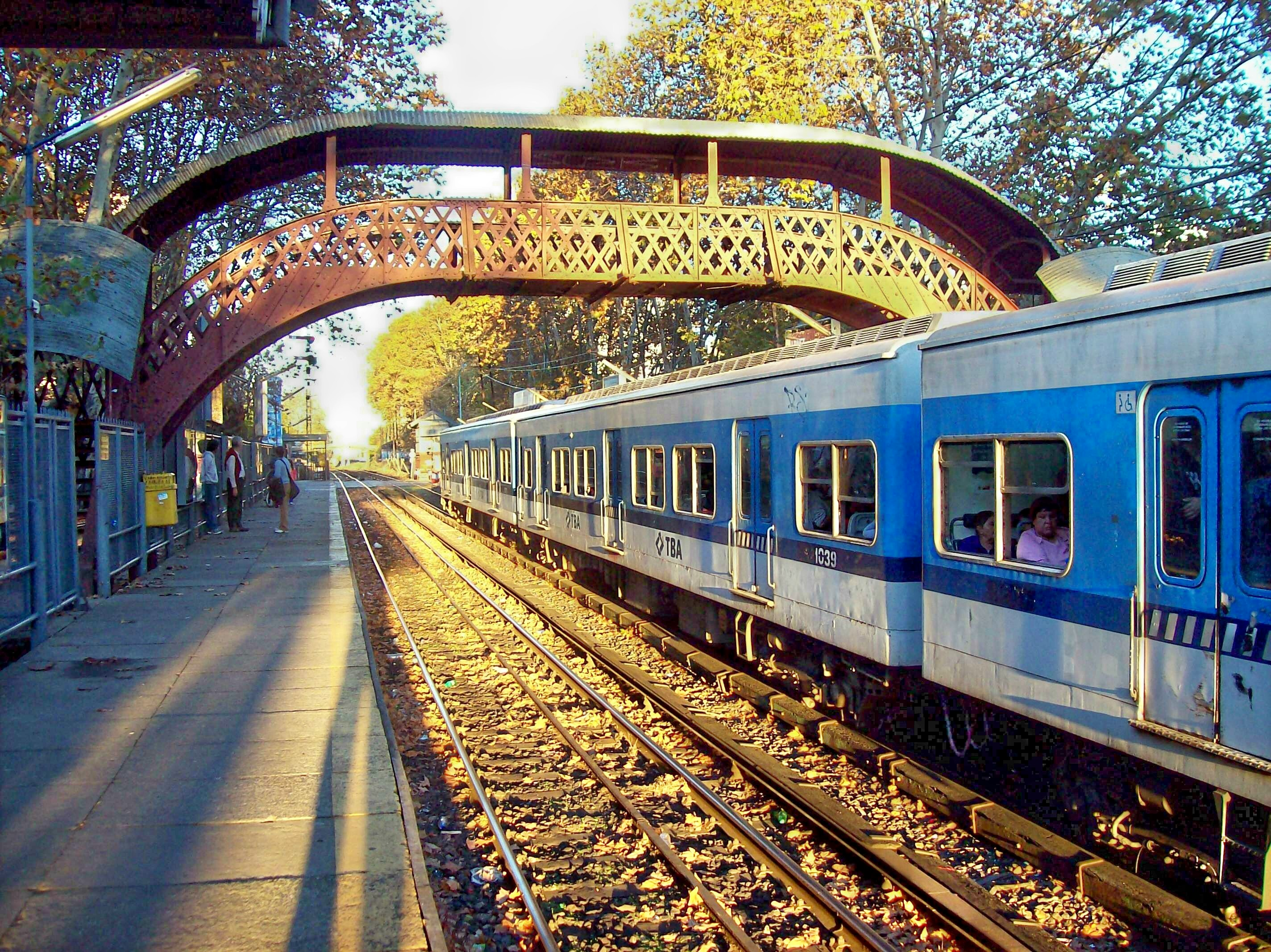
Tren eléctrico de TBA, en la estación Colegiales (Capital Federal).

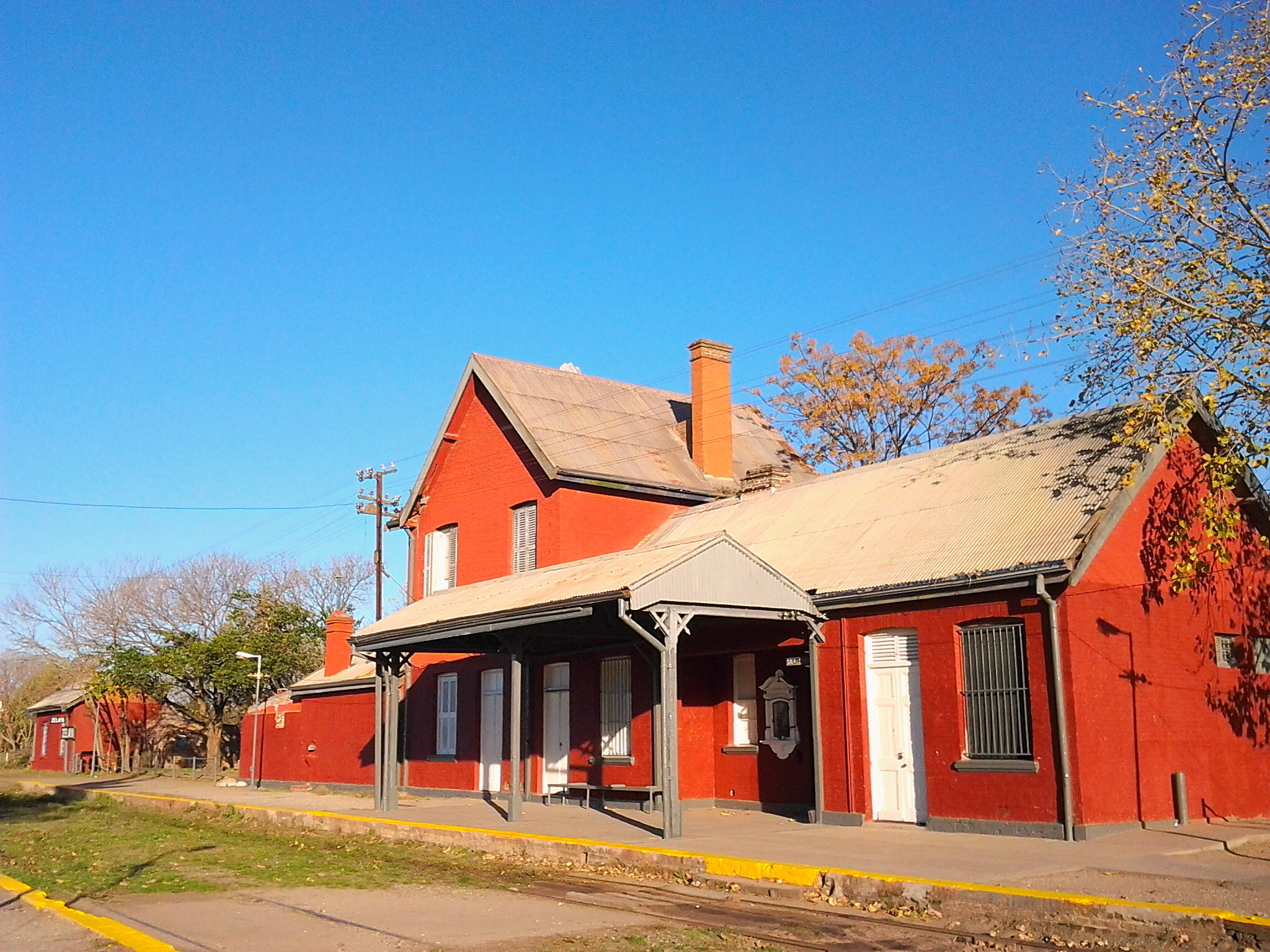
Zelaya, Típica estación de Trenes del Ferrocarril Mitre Por la misma Pasan 7 servicios a Victoria y Capilla del Señor.

En lo concerniente a la Red Metropolitana de Buenos Aires, por Resolución N°134 del MEyOSP de fecha 29 de enero de 1992 fueron aprobadas las Condiciones Particulares de la Licitación Pública correspondiente al grupo de Servicios 1 y 2 (líneas Mitre y Sarmiento) y fue Trenes de Buenos Aires S.A. Por esta razón le fue aprobada la adjudicación mediante Decreto 730/95, tomando como base el menor valor presente neto y teniendo en cuenta dos puntos: la relación subsidio-canon y el valor requerido para la ejecución de las obras de inversión solicitadas por el gobierno.
La comunicación entre los coches de la formación se realizaba mediante puertas que se cerraban o abrían automáticamente por medio de un sistema denominado soft touch que era comandado por el pasajero al accionar por contacto el botón ubicado en cada puerta. Estos avances ubicaron a los coches Puma a la altura de los mejores del continente.
Al haberse cumplido en el año 1997 con los índices de calidad de servicio planteados en el contrato, Bajo ese concepto el gobierno dictó el Decreto n.º 543/98 y a partir de esa base se renegoció el contrato.
El Plan de Modernización incluía inversiones por un monto de 2500 millones de dólares, donde entre otras obras se planteaba la provisión de 492 coches eléctricos totalmente nuevos, También se contemplaba la eliminación de más de 52 pasos a nivel.
Sin embargo, el nuevo gobierno nacional surgido a fines de 1999, modificó el Plan reduciendo la inversión en obras a 1300 millones de dólares. Además, el Estado Nacional tomó como propias las obras de eliminación de los pasos a nivel.
La Addenda aprobada por Decreto 104/01 establecía ingresos adicionales provenientes de aumentos de tarifa de $ 0,10 a aplicarse el 1° de enero de 2002 y de otros $ 0,10 a aplicarse el 1° de enero de 2003. [cita requerida]
El 16 de septiembre de 2003 se produjo la reactivación del tren a Rosario y Santa Fe. 
Tras más de dos meses de intervención judicial y estatal, el 24 de mayo de 2012, por decreto 793/12, firmado por la presidenta Cristina Fernández de Kirchner, quitó la concesión que mantenía TBA con los dos ramales (Mitre y Sarmiento). Como en los casos anteriores, la operación paso a manos de la UGOMS (formada ahora solo por Metrovías y Ferrovías) y el personal fue transferido a la empresa estatal residual, Ferrocarril Belgrano S.A. Los coches integrarán las cinco primeras formaciones totalmente nuevas de esa línea que va de Retiro a José León Suárez, Tigre y Mitre, en el Gran Buenos Aires, con una inversión de más de 220 millones de dólares
En marzo de 2015 llegaron primeros 30 coches para la Línea Mitre, que significaron una inversión de 1.200.000 dólares con un total que será de 220 millones que es la más importante en los últimos 60 años en la historia del ferrocarril en el país. La renovación de las formaciones del ferrocarril Mitre, que completó la puesta a nuevo de todo su servicio al poner en funcionamiento los coches cero kilómetro del ramal Mitre, que se sumó a los ramales de Tigre y José León Suárez, renovados en noviembre y enero respectivamente.
En total el Estado invirtió en material rodante de USD 228.600.000 para el ramal Retiro-Tigre. Con esta incorporación se duplica la cantidad de transporte de pasajeros. La frecuencia de 18/20 minutos; pasó a 14 y luego a 10, se instalaron cámaras en su interior y en la cabina del conductor, sistema de suspensión neumática para mayor confort y sistema de ABS.la vía del ramal Retiro-José León Suárez (37 km) y en 2013 y 2014 se han ejecutado el mejoramiento y cambio de vías en distintos tramos de los ramales Retiro-Tigre y Retiro-Mitre. Esta obra requirió una inversión de más de 400 millones de pesos.
Para el Ramal José León Suaréz- Mitre en 2013 el gobierno de comenzó con el recambio de 36 kilómetros de vías y, en forma paralela, fueron intervenidos nueve pasos a nivel comprendidos en ese sector, renovándose la vía, las losetas de hormigón del cruce vehicular/ peatonal y la señalización.
En tanto, en el ramal diésel Victoria-Capilla del Señor se mejoraron más de 60 km de vía. Una obra que demandó una inversión de más de 100 millones de pesos. Se cambiaron 327 señales instalando un Sistema de Frenado Automático de trenes. En 2014 comenzó la obra de renovación de vías.

### Servicios de pasajeros interurbanos

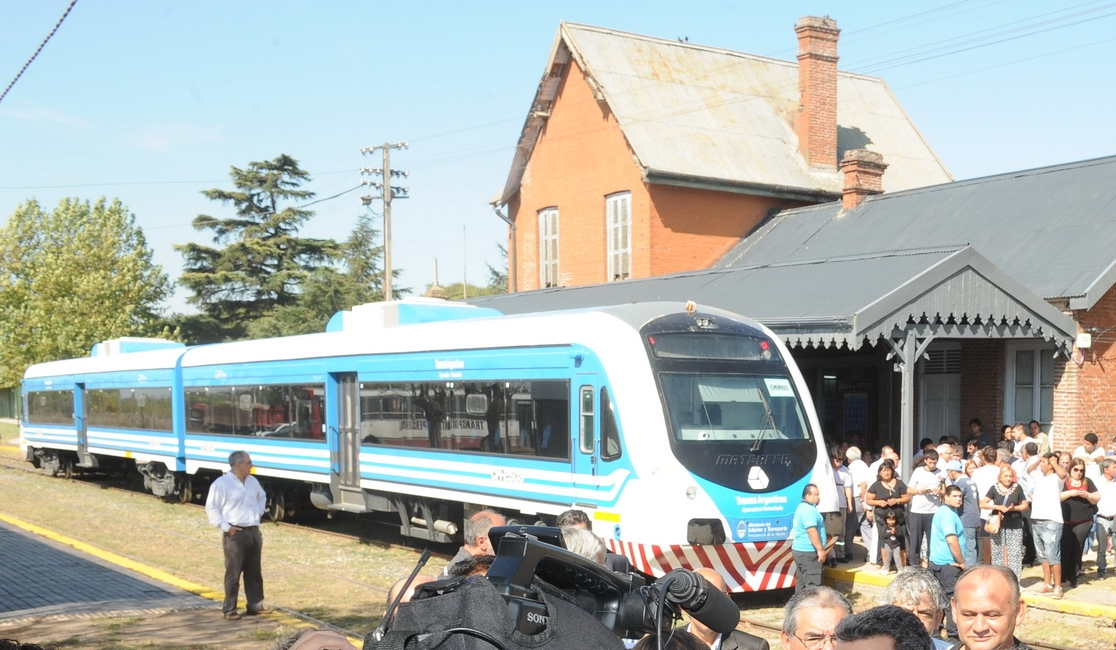
Tren diferencial Materfer.

A fines de los 80, la red interurbana del Mitre se componía de los siguientes trenes:
1) Retiro - Tucumán: el tren principal era el "Estrella del Norte", que brindaba un servicio diario; existía también el mixto de carga y pasajeros, semanal; y un servicio adicional llamado "Ciudad de Tucumán" en temporadas de verano.
2) Retiro - Córdoba: el tren principal era el "Rayo de Sol", que brindaba un servicio diario; existía también el mixto de carga y pasajeros, dos veces por semana; y un servicio adicional llamado "El Serranoche" en temporadas de verano.
3) Retiro - Rosario: además de los trenes a Córdoba y Tucumán, que pasaban todos por la estación Rosario Norte, existían también otros servicios diarios que unían Buenos Aires y Rosario, como "El Porteño", "Ciudad de Buenos Aires", "El Rosarino", "Ciudad de Rosario" y "Ciudad de San Nicolas" (que continuaba viaje hasta la ciudad de Santa Fe).
4) Retiro - Pergamino - Venado Tuerto: un servicio diario denominado "Ciudad de Pergamino", más un tren adicional los domingos hasta Pergamino.
Los servicios a Río Cuarto fueron suspendidos en 1976, y todos los ramales que corrían por las provincias de Santa Fe y Córdoba (excepto las grandes líneas ya descriptas) fueron suspendidos progresivamente entre 1961 y 1977.
También formaba parte de la red del Mitre el ramal Rosario - Puerto Belgrano, que no funcionaba en los años 80.
En 1992, el Gobierno Nacional firmó convenios con las provincias para transpasarles los servicios de pasajeros interurbanos. En Tucumán, durante el gobierno de Ramón Ortega (1991-1995), se otorgó el permiso para explotar un servicio de pasajeros entre la capital provincial y la Ciudad de Buenos Aires. Similar acuerdo se llegó con la provincia de Córdoba, a la cual se le otorgó el permiso para operar ferrocarriles de pasajeros entre Córdoba Capital y Villa María.
Así, apenas se materializó el cierre de ramales por parte de Ferrocarriles Argentinos, la provincia de Tucumán decidió operar el servicio del tren que unía Retiro con la capital pronvincial, por el carácter social que involucraba dicha prestación. Sin embargo, en 1996 los servicios fueron discontinuados y en 1997 se llamó a licitación, adjudicándosele una subconcesión a la empresa TUFESA S.A.
En el año 2000 dicho tren deja nuevamente de funcionar, y en 2002 el servicio se restaura a cargo de un nuevo concesionario: NOA Ferrocarriles S.A. 
Mientras tanto, la provincia de Córdoba comenzó a explotar a mediados de los ´90, los servicios de pasajeros entre la capital provincial y la ciudad de Villa María, con la idea de algún día poder extender la operación a Rosario y finalmente a Retiro, restableciendo el viejo servicio conocido con el nombre de "Rayo de Sol". Esta situación precaria se mantuvo hasta enero de 1999, cuando el servicio comenzó a ser operado por la concesionaria privada FE.MED.S.A.(Ferrocarriles Mediterráneos S.A.). Esta empresa operó el ramal Córdoba - Villa María hasta diciembre de 2003, cuando la provincia le quitó la concesión a FEMED ya que el Gobierno Nacional prometía licitar el servicio Retiro-Córdoba.
Finalmente así ocurrió: en 2004 el Estado Nacional licitó la concesión para la prestación de los servicios entre Buenos Aires y Córdoba, cuya primera etapa comprendía restablecer el servicio en el tramo Córdoba - Villa María. La operatoria fue entregada la empresa Ferrocentral S.A., surgida de la unión de Nuevo Central Argentino (cargas del FC Mitre) y Ferrovías (pasajeros metropolitanos del FC Belgrano Norte) prometiendo marcar un antes y un después en el resurgimiento de este tipo de servicios ferroviarios al interior de la Argentina.
El viernes 13 de agosto de 2004, en la ciudad de Córdoba, se dio el puntapié inicial para la recuperación de los servicios regulares de pasajeros entre la capital de la provincia y la localidad de Villa María. .[cita requerida]Para recuperar el servicio de pasajeros, se realizó una importante inversión tanto en infraestructura como en material rodante, lo que ayudó a disminuir el tiempo de viaje de 3:50 h (en época de la ex concesionaria FEMED) a 3:10 h. Los trabajos también incluyeron la recuperación de algunos coches..[cita requerida]
Poco después, el viernes 18 de marzo de 2005, el andén 7 de la estación Retiro del Ferrocarril Mitre fue testigo del regreso de uno de sus hijos pródigos: el viejo "Rayo de Sol", totalmente renovado y luciendo tonos verdes de la nueva concesionaria. Ferrocentral demostraba holgadamente tener capacidad comercial, financiera, mecánica y operativa para encarar con éxito esta clase de proyectos, sin descuidar la calidad del servicio. El próximo objetivo era el "Tucumano".[cita requerida]
Desde el 2004 comenzaban a circular rumores de que el Gobierno Nacional tenía la intención de recuperar todos los trenes provinciales y entre esos servicios obviamente se encontraba el tren de Buenos Aires a Tucumán, operado como ya se dijo por la empresa NOA Ferrocarriles, a través de una subconcesión provincial. En agosto de aquel año, el gobernador José Alperovich, decidió por decreto rescindir el contrato con la empresa NOA Ferrocarriles y así permitir la llegada de Ferrocentral.
NOA contraatacó presentando un recurso de amparo, pero, por orden del gobierno provincial se le retiró a la empresa el cupo de gasoil y el 4 de septiembre de 2004, la Fiscalía de Estado notificó a la empresa NOA Ferrocarriles que correspondía ejecutar el decreto por el cual el gobernador José Alperovich había resuelto rescindir el contrato de subconcesión del servicio con la compañía y se precisó además, que a partir de allí, dependería de la Nación la reactivación de los servicios una vez devueltos los bienes. Ese mismo mes, técnicos de la Comisión Nacional de Regulación del Transporte (CNRT) viajaron a Tucumán para formalizar la rescisión del convenio por el cual la Nación había otorgado a Tucumán, la concesión del tren de pasajeros.
Finalmente, en 2006 se reiniciaron los servicios a Tucumán, a cargo de Ferrocentral.
Las obras de modernización del ramal Rosario- Retiro comenzaron en noviembre de 2013. La obra se dividió en 11 tramos y contempla la renovación de vías y la construcción de una terminal en la estación Groenewold.

## Servicios urbanos
Los servicios de pasajeros urbanos del Gran Buenos Aires son prestados entre las estaciones Retiro, en el barrio porteño de Retiro, y las estaciones de Zárate, Capilla del Señor y Bartolomé Mitre, José León Suárez y Tigre en el norte y noroeste del Gran Buenos Aires.
Compone un total de 55 estaciones, partiendo de la ciudad de Buenos Aires y atravesando los partidos de San Isidro, Vicente López, San Fernando, Tigre, San Martín, Escobar, Pilar, Exaltación de la Cruz, Zárate y Campana.
Sirve anualmente a 2012 a 51,4 millones de pasajeros. El ramal Suárez de la línea Mitre pasó de tener 87 coches a 180, además de realizarse "la renovación total de 36 kilómetros de vías que ya están prácticamente terminadas", en el marco de la renovación ferroviaria encarada hace meses por el gobierno. En julio de 2015, quedó reinaugurada la estación Rosario Sur de la línea Mitre, con una superficie de 1200 m². La estación se complementa con la renovación total de las vías y el servicio con formaciones 0 km de la ruta Retiro-Rosario. Todo ello se enmarca en la renovación del corredor ferroviario Buenos Aires –Rosario, con la renovación total de 558 kilómetros de vía ascendente y descendente. En febrero de 2014 la estación fue seleccionada para oficiar como terminal del renovado servicio ferroviario entre Rosario y Buenos Aires.

## Servicios interurbanos

### Retiro - Rosario Norte
Desde abril de 2015, Trenes Argentinos cubre este corredor ferroviario uniendo dos de las ciudades más pobladas del país. El servicio cuenta con 13 estaciones:
- Retiro San Martín (Capital Federal)
- Campana (Provincia de Buenos Aires)
- Zárate (Provincia de Buenos Aires)
- Lima (Provincia de Buenos Aires)
- Baradero (Provincia de Buenos Aires)
- San Pedro (Provincia de Buenos Aires)
- Gobernador Castro (Provincia de Buenos Aires)
- Ramallo (Provincia de Buenos Aires)
- San Nicolás (Provincia de Buenos Aires)
- Empalme Villa Constitución (Provincia de Santa Fe)
- Arroyo Seco (Provincia de Santa Fe)
- Rosario Sur (Provincia de Santa Fe)
- Rosario Norte (Provincia de Santa Fe)

### Retiro - Rosario - Córdoba
Desde abril del 2005, Ferrocentral cubre este corredor ferroviario uniendo las tres ciudades más pobladas del país. Desde octubre de 2014 la empresa estatal Trenes Argentinos se hace cargo plenamente de este servicio. El servicio cuenta con 16 estaciones:
- Retiro San Martín (Capital Federal)
- Campana (Provincia de Buenos Aires)
- Zárate (Provincia de Buenos Aires)
- Baradero (Provincia de Buenos Aires)
- San Pedro (Provincia de Buenos Aires)
- Ramallo (Provincia de Buenos Aires)
- San Nicolás (Provincia de Buenos Aires)
- Rosario Sur (Provincia de Santa Fe)
- Rosario Norte (Provincia de Santa Fe)
- Correa (Provincia de Santa Fe)
- Cañada de Gómez (Provincia de Santa Fe)
- Marcos Juárez (Provincia de Córdoba)
- Leones (Provincia de Córdoba)
- Bell Ville (Provincia de Córdoba)
- Villa María (Provincia de Córdoba)
- Córdoba (Provincia de Córdoba)

### Retiro - Rosario - Cevil Pozo

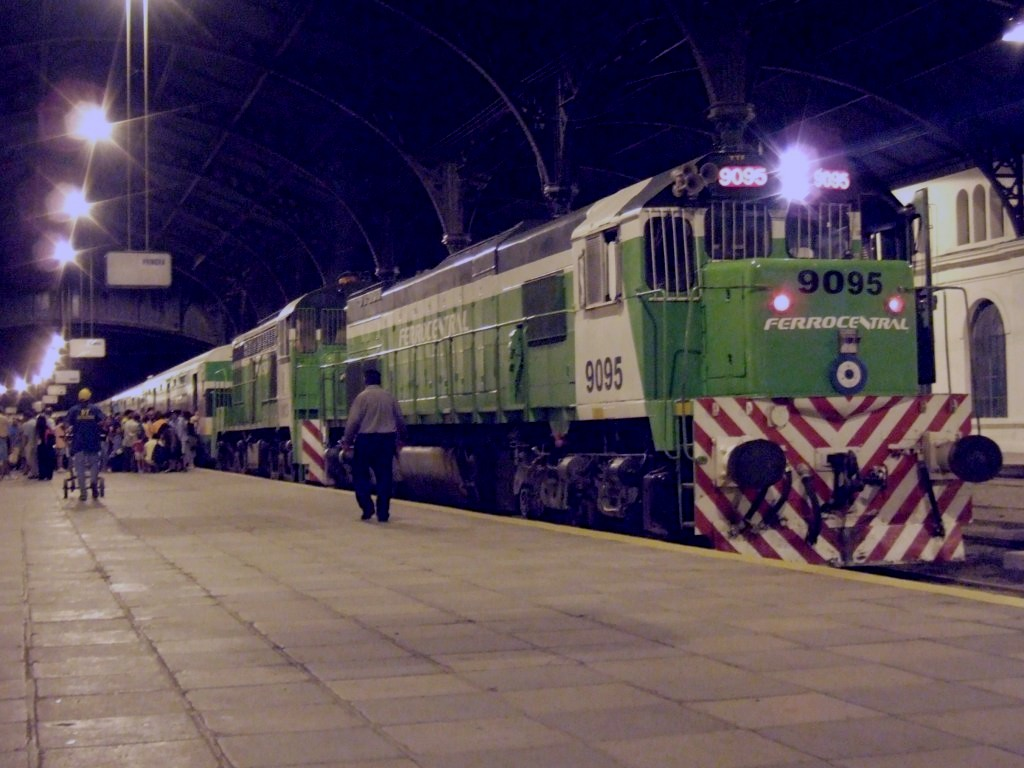
Formación de Ferrocentral en la estación de Tucumán.

Desde diciembre del 2005, Ferrocentral cubrió este corredor ferroviario uniendo la capital con el Jardín de la República, Desde octubre de 2014 la empresa estatal Trenes Argentinos se hace cargo de este servicio. El servicio cuenta con 21 estaciones:
- Retiro San Martín (Capital Federal)
- Campana (Provincia de Buenos Aires)
- Zarate (Provincia de Buenos Aires)
- Baradero (Provincia de Buenos Aires)
- San Pedro (Provincia de Buenos Aires)
- San Nicolás (Provincia de Buenos Aires)
- Rosario Sur (Provincia de Santa Fe)
- Rosario Norte (Provincia de Santa Fe)
- San Lorenzo (Provincia de Santa Fe)
- Andino (Provincia de Santa Fe)
- Serodino (Provincia de Santa Fe)
- Gálvez (Provincia de Santa Fe)
- Rafaela (Provincia de Santa Fe)
- Sunchales (Provincia de Santa Fe)
- Arrufó (Provincia de Santa Fe)
- Ceres (Provincia de Santa Fe)
- Pinto (Provincia de Santiago del Estero)
- Colonia Dora (Provincia de Santiago del Estero)
- Herrera (Provincia de Santiago del Estero)
- La Banda (Provincia de Santiago del Estero)
- Cevil Pozo (Provincia de Tucumán)

### Córdoba - Villa María
Desde agosto de 2004, Ferrocentral cubre este corredor ferroviario uniendo la capital cordobesa con el sur de dicha provincia. Desde octubre de 2014 la empresa estatal Trenes Argentinos se hizo cargo de este servicio. El servicio cuenta con 11 estaciones:
- Córdoba (Departamento Capital)
- Toledo (Departamento Santa María)
- Río Segundo (Departamento Río Segundo)
- Pilar (Departamento Río Segundo)
- Laguna Larga (Departamento Río Segundo)
- Manfredi (Departamento Río Segundo)
- Oncativo (Departamento Río Segundo)
- Oliva (Departamento Tercero Arriba)
- James Craik (Departamento Tercero Arriba)
- Tío Pujio (Departamento General San Martín)
- Villa María (Departamento General San Martín)

### Rosario - Cañada de Gómez
A partir del 5 de agosto de 2022, y después de 45 años, la línea Mitre recupera un histórico servicio interurbano de pasajeros, que tendrá 8 estaciones y será operado por SOFSE.
- Rosario Norte (Provincia de Santa Fe)
- Antártida Argentina (Provincia de Santa Fe)
- Funes (Provincia de Santa Fe)
- Roldán (Provincia de Santa Fe)
- San Gerónimo (Provincia de Santa Fe)
- Carcarañá (Provincia de Santa Fe)
- Correa (Provincia de Santa Fe)
- Cañada de Gómez (Provincia de Santa Fe)

### La Banda - Fernández
Desde el 10 de agosto de 2022, y después de 31 años, la línea Mitre recuperó un servicio interurbano de pasajeros, que tiene 4 estaciones y es operado por SOFSE.
- La Banda (Provincia de Santiago del Estero)
- Beltrán (Provincia de Santiago del Estero)
- Forres (Provincia de Santiago del Estero)
- Fernández (Provincia de Santiago del Estero)

## Renovación de la infraestructura de vías
ADIF llamó a licitación pública a mediados del año 2012 para la renovación completa de la infraestructura de vía del ramal Retiro - Rosario con la finalidad de prestar servicios diarios de pasajeros entre ambas cabeceras en un tiempo estimado de 3:30 horas. Dicha obra se divide en 11 tramos entre los km 30,1 (Empalme Bancalari) y km 288,9 (Empalme Alvear).
Se renovó completamente el balasto existente, el reemplazo de los durmientes de madera por durmientes de hormigón y se colocaron rieles perfil U54 soldados entre sí.
En primera instancia se renovó la vía descendente quedando habilitada en abril de 2015 procediéndose luego a renovar la vía ascendente. Durante el tiempo que demande la realización de los trabajos el tramo comprendido entre los kilómetros antes mencionados quedará operando como vía sencilla con sectores preestablecidos para cruces.
En 2014 se llamó a licitación para la renovación del tramo de vía doble comprendido entre Rosario - Tortugas y mejoramiento de los tramos de vía sencilla entre Tortugas - Villa María y Villa María - Córdoba. Lamentablemente ninguna de estas obras se inició.

## Imágenes

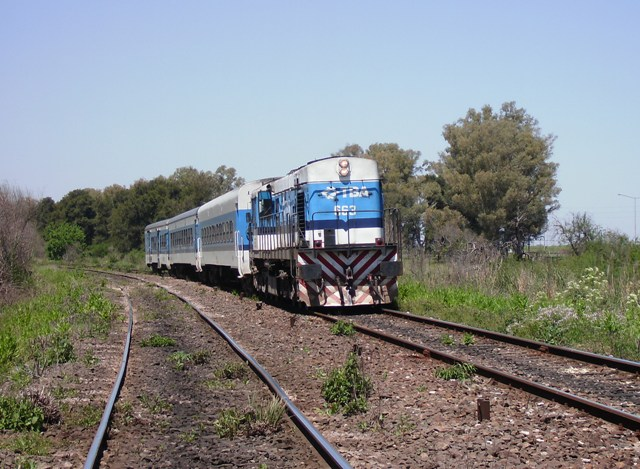
Locomotora diésel de TBA, en cercanías del Río Luján (Prov. de Buenos Aires).
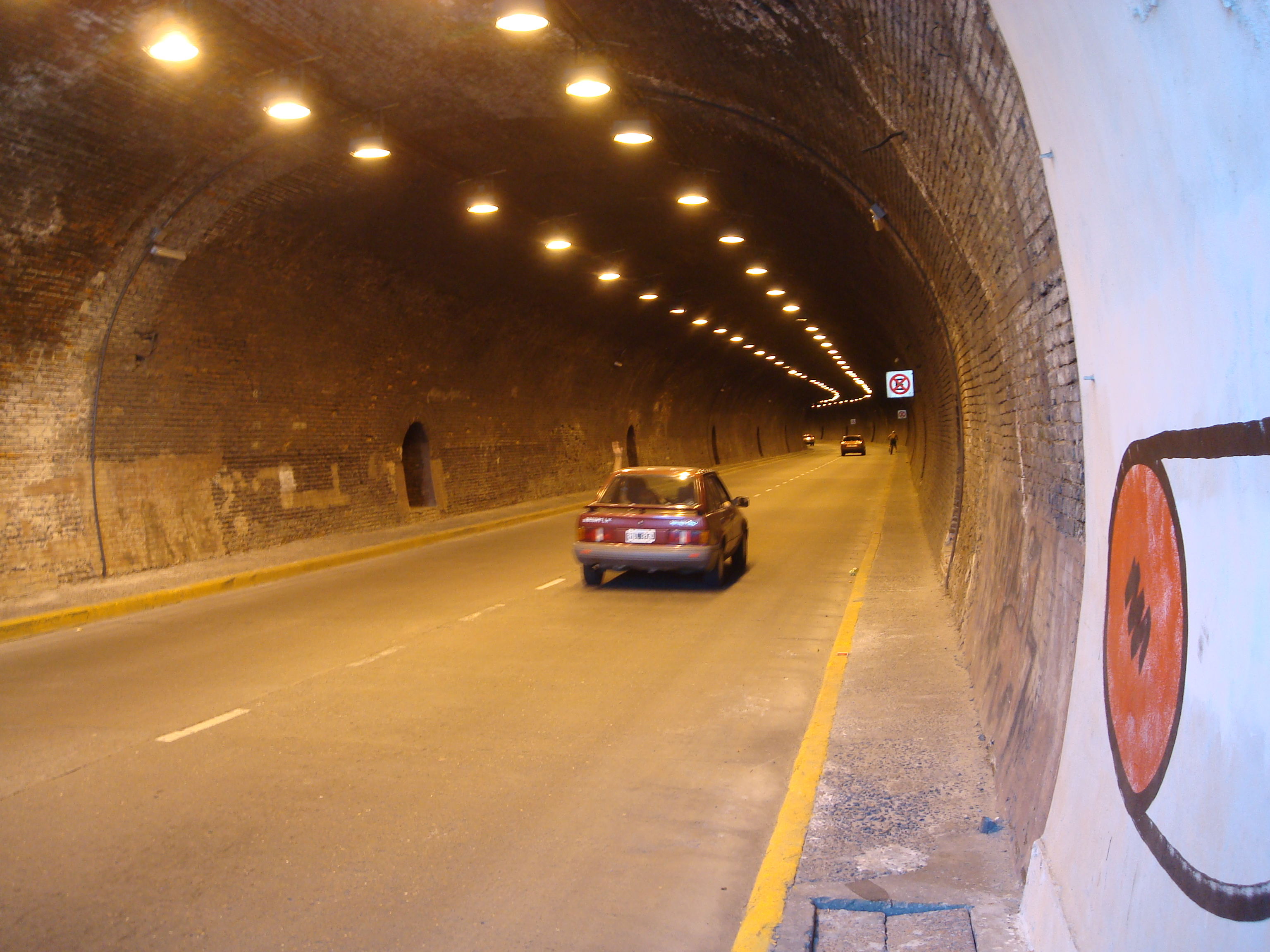
Ex túnel de cargas del FCCA. Comunicaba la Estación Rosario Central con el Puerto de la Ciudad.
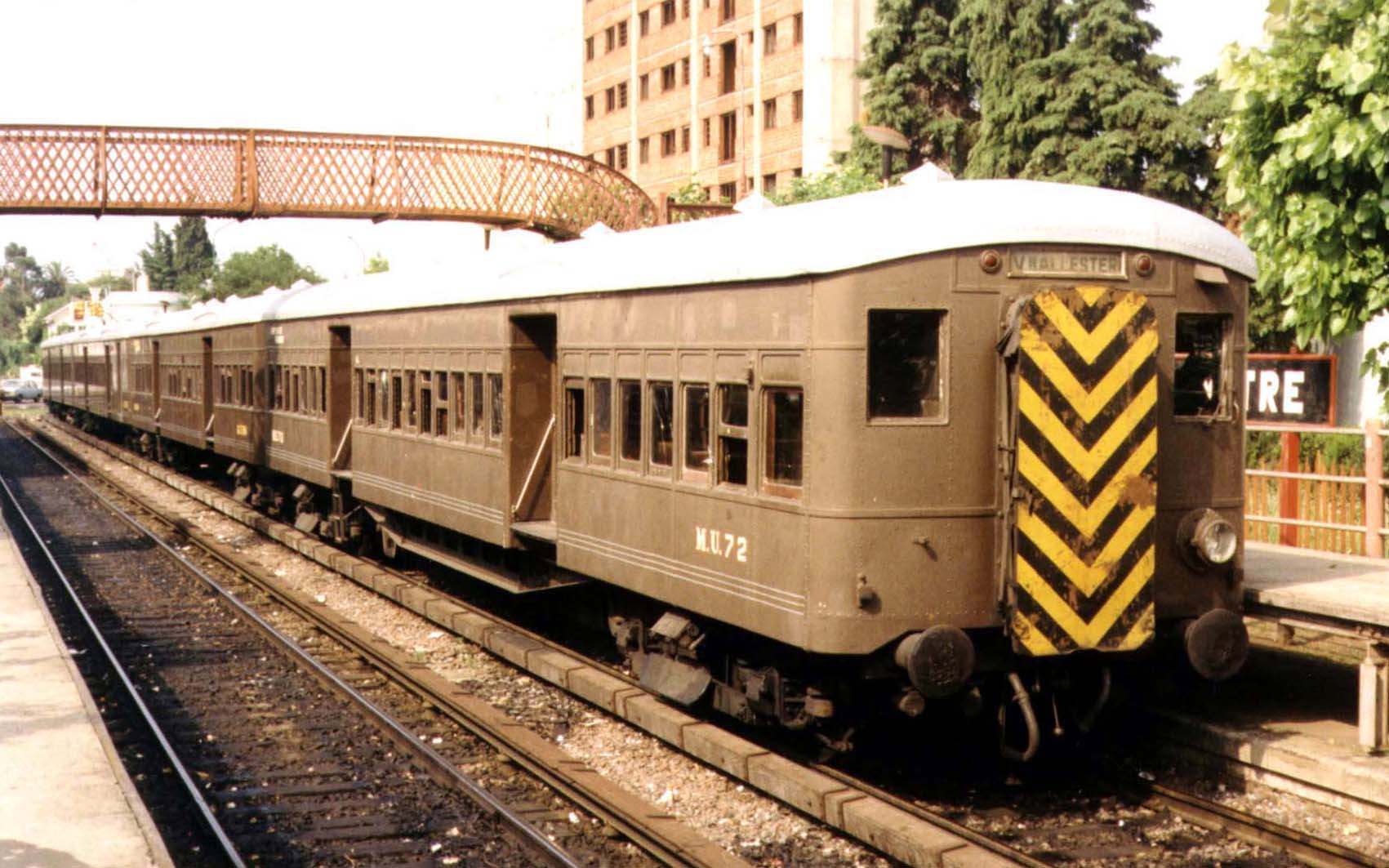
Tren con coches Metropolitan Vickers, adquiridos a principios del siglo XX por el FCCA. Estuvieron en servicio hasta fines de los '90.
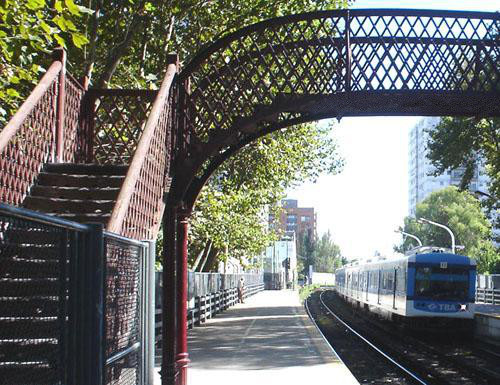
Estación Núñez. Aquí como en otras, aún perduran los viejos puentes de hierro construidos por las empresas inglesas.
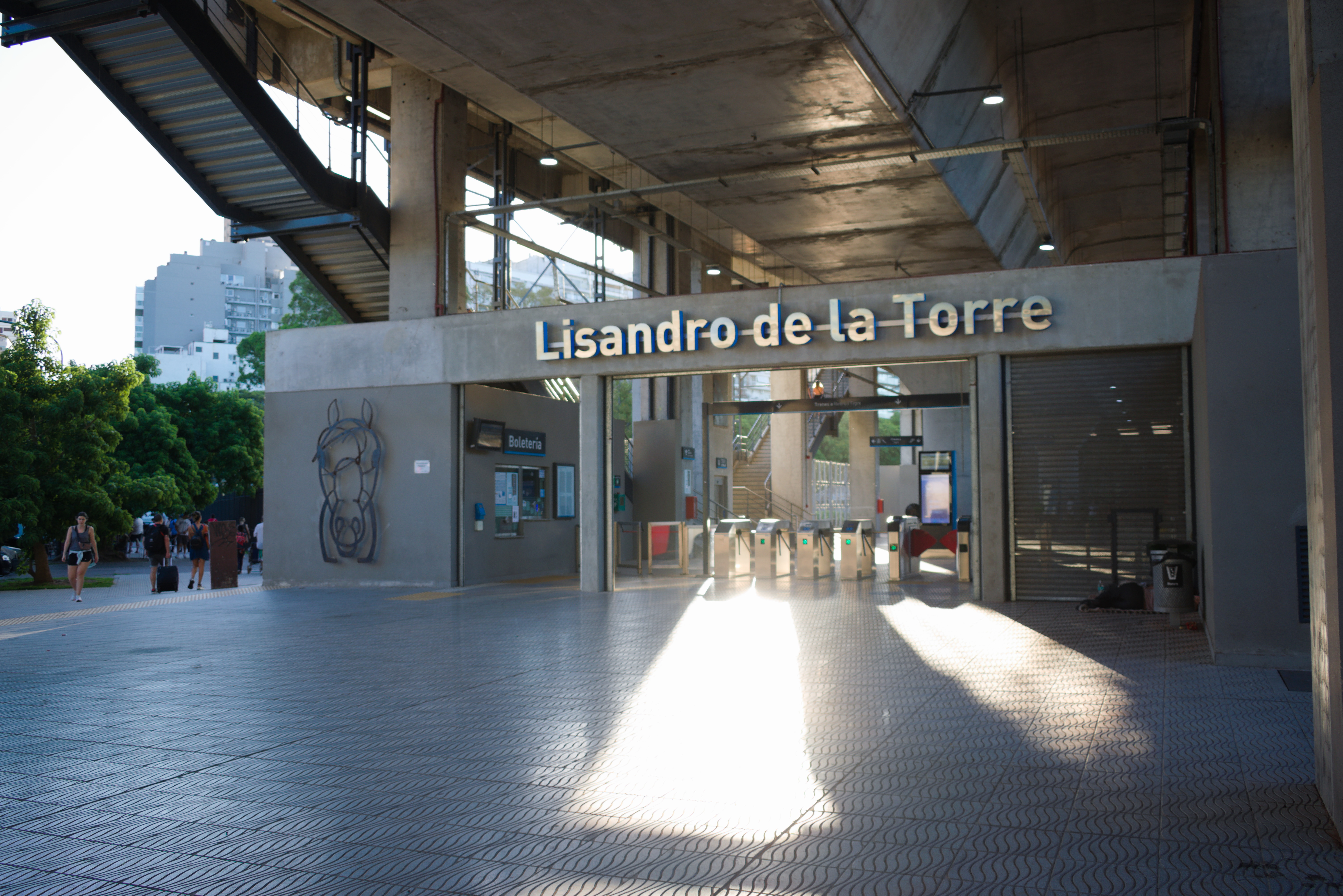
Acceso a la estación de Lisandro de la Torre